# Kiebenhieberstraße 4 (Stralsund)

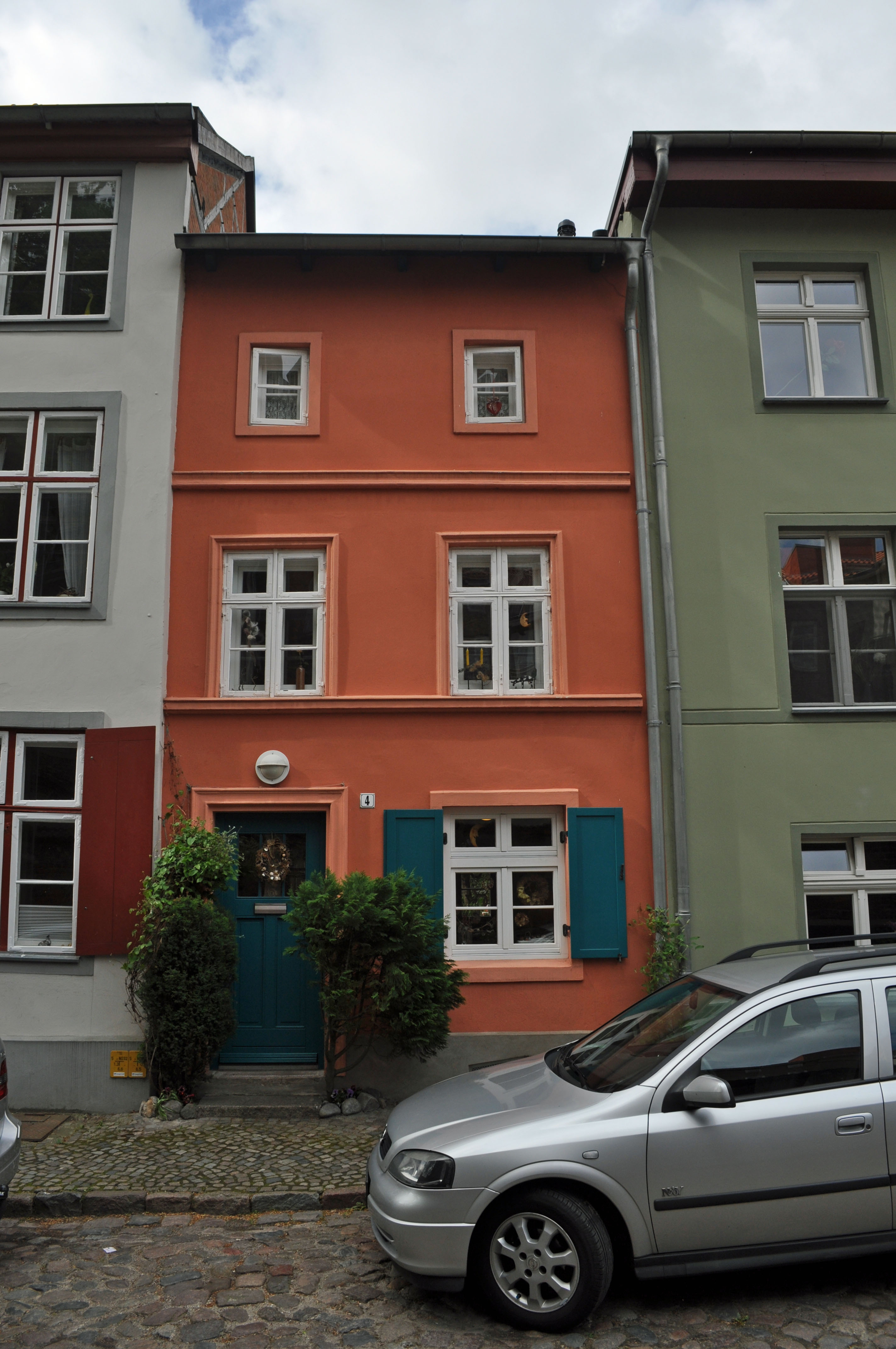
Das Haus Kiebenhieberstraße 4 in Stralsund (2012)

Das Gebäude mit der postalischen Adresse Kiebenhieberstraße 4 ist ein denkmalgeschütztes Bauwerk in der Kiebenhieberstraße in Stralsund.
Der heute zweieinhalbgeschossige und zweiachsige, traufständige Putzbau wurde am Ende des 17. Jahrhunderts als zweigeschossiges Gebäude in Fachwerk errichtet.
In den Jahren 1877 bis 1879 wurde es stark erneuert. Im Jahr 1924 wurde es um ein halbes Geschoss aufgestockt.
Das Haus liegt im Kerngebiet des von der UNESCO als Weltkulturerbe anerkannten Stadtgebietes des Kulturgutes „Historische Altstädte Stralsund und Wismar“. In die Liste der Baudenkmale in Stralsund ist es mit der Nummer 397 eingetragen.
Das Haus ist eines der letzten Kleinhäuser Stralsunds, diese dienten ursprünglich der Wohnhausbebauung für sozial schwächere Bevölkerungsschichten.